# Commissaire du gouvernement (Haiti)
Der Commissaire du gouvernement ist ein Staatsanwalt in der Haitianischen Exekutive. Ein alternativer Name ist magistrats debout. Der Commissaire du gouverment untersteht dem Justizministerium. Geregelt ist die Aufgaben des Commissaire im Code d’instruction criminelle im Kapitel IV. Wenn ein Commissaire du gouverment auch magistrat genannt wird, ist ersterer nicht zu verwechseln mit anderen Magistrats, die Richter sind und neutral sein müssen.